# 岡部栄一
岡部 栄一（おかべ えいいち、1956年9月25日 - ）は、日本の政治家。岐阜県揖斐川町長（2期）。元揖斐川町議会議員（1期）。

## 来歴
揖斐川町立清水小学校、揖斐川町立揖斐川中学校、岐阜県立大垣北高等学校卒業。名古屋大学経済学部卒業。揖斐川町役場に入庁し、総務課長、春日振興事務局長、広域連合事務局長、会計管理者などを歴任。2017年に揖斐川町議会議員に初当選。
2020年10月27日に告示、同年11月1日にに行われた町長選で、元揖斐川町議会議員の岩間誠と新人同士の一騎打ちを制し初当選。
※当日有権者数：17,634人 最終投票率：65.02%（前回比：0.21pts）
| 候補者名 | 年齢 | 所属党派 | 新旧別 | 得票数  | 得票率 | 推薦・支持 |
| -------- | ---- | -------- | ------ | ------- | ------ | ---------- |
| 岡部栄一 | 64   | 無所属   | 新     | 6,006票 | 53.23% |            |
| 岩間誠   | 58   | 無所属   | 新     | 5,278票 | 46.77% |            |

任期満了に伴い、2024年10月22日に告示された町長選は、岡部以外の立候補者は無く、無投票での再選となる